# Rob Bourdon
Robert Gregory Bourdon (n. 20 ianuarie 1979) este bateristul și cel mai tânăr membru al trupei de nu-metal Linkin Park.
Rob s-a născut în Calabasas, California și acum locuiește în Los Angeles. El a crescut în același oraș ca membrii Incubus și Hoobastank.
Rob a început să cânte la tobe după vizionarea unui concert Aerosmith. Mama lui, Patty, este prietenă cu Joey Kramer, bateristul de la Aerosmith. Ei de asemenea se întâlneau în timpul tinereții. Această prietenie a însemnat că ei puteau merge în spatele scenei și vedeau întreaga producție.
La începutul anilor de tinerețe, Bourdon a cântat în câteva formații alături de prietenii săi. În acea perioadă l-a întâlnit pe colegul său de trupă din Linkin Park, Brad Delson. Pe atunci ei au cântat pentru câțiva ani într-o trupă numită Relative Degree. Scopul lor a fost să cânte la Roxy Theatre. După ce și-au atins scopul, în cele din urmă Relative Degree s-a destrămat.
El s-a întâlnit o dată cu actrița Shiri Appleby. De asemenea, a mai avut o relație cu actrița Vanessa Lee Evigan, începând din 2001, dar a rămas singur încă de la începutul lui 2008.
A-25-a zi de naștere a fost prezentată în cadrul unui episod iTunes LPTV. Pe 20 ianuarie 2004, Linkin Park au susținut un concert în Philadelphia, Pennsylvania și trupa făcea glume în culise spunând că aceasta este cea de a 20-a aniversare a lui Rob, lucru care a cauzat o anumită confuzie în rândul telespectatorilor.
La sfârșitul anului 2006, Chester Bennington de la Linkin Park, a declarat la Tattoo Stories că Brad și Rob, colegii acestuia de trupă, nu au nici un tatuaj din motive religioase. Ambii sunt de religie evreiască.

## Discogrfie

### Cu Linkin Park
- Hybrid Theory (2000)
- Meteora (2003)
- Minutes to Midnight (2007)
- A Thousand Suns (2010)
- Living Things (2012)
- The Hunting Party (2014)
- One More Light (2017)